# Al-Fintas
al-Fintas (arabiska: اَلْفِنْطَاس) är ett distrikt (mintaqa) i Kuwait. Det ligger i provinsen al-Ahmadi, i den sydöstra delen av landet, 26 km sydost om huvudstaden Kuwait. al-Fintas hade 23 071 invånare 2012.
Närmaste större samhälle är al-Ahmadi, 11 km söder om al-Fintas. 